# Nelson Mandela
Nelson Rolihlahla Mandela, južnoafriški politik in državnik, borec proti apartheidu, * 18. julij 1918, Mvezo, Transkei, Južna Afrika, † 5. december 2013, Johannesburg, Južna Afrika.
Mandela je bil borec za svobodo, politični voditelj, aktivist, človekoljub in eden glavnih borcev za pravice ljudi v Južni Afriki. V prvih demokratičnih volitvah je bil izvoljen kot prvi temnopolti predsednik Južne Afrike. Predsedniški stolček je zasedal od leta 1994 do 1999. Svoje življenje je posvetil boju proti apartheidu, sistemu ki je ločeval pravice belcev od nebelcev. Bil je predstavnik politične stranke Afriški narodni kongres hkrati pa bil nekaj časa tudi član Komunistične partije Južne Afrike.
Mladost je preživel v klanu plemena Thembu, pozneje pa je študiral pravo na Univerzi Fort Hare in kasneje še na Univerzi Witsu. V Johannesburgu je postal odvetnik in s prijateljem ustanovil prvo pravno podjetje, ki je kot stranke sprejemalo tudi temnopolte v Južni Afriki. V 50. letih 20. stoletja je postal aktivist Afriškega narodnega kongresa (ANC), ki se je zavzemal za enake pravice vseh državljanov ne glede na raso. Spoznal je veliko aktivistov med njimi tudi Walterja Sisula in Antona Lembede. Z njuno pomočjo je ustanovil Mladinsko Ligo, ki se je ukvarjala z rekrutiranjem mladih aktivistov. Nelson Mandela je močno pripomogel k organizaciji številnih protestov še posebej po letu 1948, ko je podpredsednik države postal Daniel François Malan, ki je uvedel apartheid. Zaradi vedno hujših spopadov s policijo in vojsko se je Mandela skupaj z drugimi aktivisti odločil leta 1961 ustanoviti Kopje naroda, vejo ANC-ja, ki se je proti državi začela bojevati z orožjem. Leta 1962 so ga zaradi delovanja v tej skupini zaprli, kazen pa leta 1964 podaljšali na dosmrtno. Nelsona Mandelo so v naslednjih 27. letih premikali med različnimi zapori. Eden najhujših je bil zapor na Otoku Robben, kjer je bil Mandela v zelo slabih pogojih zaprt 18 let.
Zaradi pritiska ANC in tujine ter bojazni, da bo prišlo do državljanske vojne je tedanji južnoafriški predsednik Frederik Willem de Klerk februarja 1990 po dolgih pogajanjih Mandelo izpustil, kar je obema prislužilo Nobelovo nagrado za mir za leto 1993. Maja 1994 je bil Mandela izvoljen za predsednika države v prvih demokratičnih volitvah. Po izteku mandata leta 1999 je ostal dejaven v prizadevanjih za svetovni mir in v boju proti AIDS-u.
Nelson Mandela je v svojem življenju poleg Nobelove nagrade za mir prejel še okoli 250 drugih nagrad za borbenost, na katero pomislimo še danes, ko omenimo njegovo ime. Kljub temu pa je prejel očitke iz različnih vladnih in nevladnih skupin, največ zato, ker je bil dolgo časa član Komunistične partije. Očitki prihaja tako iz leve in desne strani vlade, a s svojimi dejanji se jim je Mandela uspešno izognil.
Ime »Madiba«, ki je častni naziv za starejše moške člane Mandelovega klana, je v Južni Afriki postalo sinonim za Nelsona Mandelo.

## Mladost

### Otroštvo
Nelson Mandela se je rodil 18. julija 1918 v vasici Mvezo pri mestu Umtatu (danes Mthatha) v tedanji južnoafriški provinci Kaplandija vaškemu poglavarju Gadlu Henryju Mphakanyiswu in njegovi tretji ženi Nosekeni Fanny. Oče je bil namreč kot plemiški pripadnik plemenskega animističnega verovanja k bogu Qamata poligamist, zato je imel Mandela 3 starejše brate in 9 sestra, ki so živeli ločeno, pri svojih materah. Njegov priimek izhaja iz dedovega imena, rojstno plemensko ime Rolihlahla pa v koščini dobesedno pomeni potegniti vejo drevesa, preneseno pa povzročitelj težav, nereda, in se je kasneje, kot njegov kraljevski izvor, mistično povezovalo z njegovo vlogo v afriškem odporu.
Čeprav je bil Mandela po očetu pravnuk kralja ljudstva Thembu v Transkeiu, Ngubengcukaja, pa do kraljevega naslova ni bil upravičen, saj je njegova mati izhajala iz stranske veje kraljeve družine: bila je hči Nkedamaja iz desne hiše (Ixhiba) iz koškega rodu amaMpemvu, in ni bila očetova prva žena; za Mandelo je bila predvidena dedna funkcija kraljevega svetovalca in zaupnika, predvsem pri posredovanju v sporih.
Mandelov oče Gadla Henry Mphakanyiswa je bil krajevni poglavar in kraljev svetovalec (za britansko vlado pa vaški starešina z zajamčenimi dohodki); na svoj položaj je bil imenovan 1915, ko je kolonialna uprava njegovega predhodnika obtožila koristoljubja. Leta 1926 je bil Gadla obtožen zaradi pogrešanega vola, ker pa je kot ponosen domorodec zavrnil poziv belega sodno pravnega uradnika, naj se zglasi in zagovarja, je bil odstavljen. S tem so bili otroci prikrajšani za dedno službo, oče pa je izgubil plemiški naziv, posest, večino živine in druge dohodke (delež vladnih pristojbin za cepljenje živine ipd.). Finančni položaj družine se je močno poslabšal, zato se je Mandelova mati z otroki preselila v večjo vas Qunu, kjer je imela svoj kraal, živela pa je od podpore prijateljev.
Njegov oče je umrl, ko je bil Mandela star devet let in po tem dogodku ga je posvojil izredno premožen regent ljudstva Thembu, njegova mama pa ga je takrat za nekaj let zapustila. Dobil je novega brata Justica, ki je bil regentov sin in postala sta najboljša prijatelja.Kot sin regenta je bil deležen visoke izobrazbe in prvič se je začel seznanjati z afriško zgodovino.
S šestnajstimi leti je sledil obred, pri katerem v njihovi kulturi fant postane moški z obrezovanjem. Kmalu za tem se je regentov namestnik odločil, da ju bo skupaj z Justiceom poslal na inštitut Clarkerbury, da bi se bolje izobrazila. V naslednjih letih je Mandela obiskoval še Healdtown, na koncu pa pristal na kolidžu Fort Hare. Na kolidžu je s svojimi prijatelji začel stavko za bolj kvalitetno hrano na šoli, zaradi česar je bil izglasovan za predstavnika Študentskega predstavniškega sveta (SRC). Iz protesta pa tega položaja ni hotel sprejeti, zaradi česar so ga s pozivom k premisleku o prevzemu tega položaja do naslednjega šolskega leta vrgli iz šole.

### Johannesburg
Po tem incidentu se je vrnil nazaj k regentu in z Justiceom sta se ponovno srečala. Izvedela sta novico, da ju namerava regent poročiti ter da sta njuni nevesti že izbrani in zato sta se odločila, da pobegneta v Johannesburg.
V Johannesburgu si je Mandela poskušal najti službo. Zaposlen je bil kot varnostnik, vendar je službo kmalu izgubil, ko je njegov šef ugotovil, da je pobegnil od doma. Nato se je zaposlil kot pripravnik v podjetju Witkin, Sidelsky in Eidelaman, ker je hotel postati odvetnik in kjer je nekaj let pozneje tudi končal svojo triletno usposabljanje. Istočasno se je ponovno posvečal študiju odvetništva na Fort Haru in konec leta 1942 tudi diplomiral.
Nekaj mesecev pred zaključkom študija ga je obiskal regent in mu oprostil za njegov pobeg. Umrl je pozimi leta 1942.
V Johannesburgu se je prvič srečal z Afriškim narodnim kongresom (ANC) in se tudi udeležil sestankov komunistične partije. Vedno bolj pa ga je začela zanimati politika. Začel je hoditi na predavanja na pravni fakulteti Witsu, kjer je bil edini črni študent. Udeležil se je tudi protesta, ki je potekal zaradi zvišanja avtobusnih vstopnic. Tako se je začelo rojstvo borca za svobodo.

## Borba za svobodo in Afriški narodni kongres (ANC)

### Mladinska liga in začetki aktivizma
Mandela je bil v Johannesburgu pod močnim vplivom številnih aktivistov in borcev za svobodo, med njimi sta bila Walter Sisulo in Anton Lembede, ki sta postala pomemben del njegovega življenja. S pomočjo še nekaterih drugih članov ANC-ja so leta 1944 ustanovili Mladinsko ligo v Walterjevi hiši v Orlandu. Namen lige je bil rekrutiranje novih članov ANC-ja, predvsem mladih. V tistem času Mandela ni podpiral pridružitve belcev in komunistov k ANC-ju, saj je nasprotoval komunistični ideologiji, ki jo je imel za tujo (evropsko), belcem pa preprosto ni več zaupal.
Zbirališče nekaterih pomembnih aktivistov, kot so bili Mandela in njegovi prijatelji, je bila Walterjeva hiša v Orlandu, kjer je Mandela tudi spoznal svojo prvo ženo Evelyn Mase, ki je bila medicinska sestra. Že po nekaj mesecih jo je zaprosil za roko in se kmalu zatem poročil. Leta 1946 je dobil sina. Nekaj mesecev kasneje pa se je rodila še hčerka, ki je umrla pri devetih mesecih. Kasneje je dobil še štiri otroke. Skoraj istočasno je v bolnišnici umrl tudi Lembede, ki je bil takrat voditelj ANC-ja, zaradi česar je ANC nazadoval.

### Začetek apartheida in Sophiatown
Leta 1948 je z zmago Nacionalistične stranke nad Združeno stranko v južnoafriških volitvah, Daniel François Malan postal predsednik vlade Južne Afrike in uvedel apartheid. Z uvedbo apartheida so prišli novi zakoni, kot sta na primer Zakon o ločenem zastopanju volivcev in Zakon o nemoralnosti, s katerim so bili spolni odnosi med belci in nebelci prepovedani.
ANC se je takrat odločil za večje število protestov in ukrepov, da bi prišlo do padca belske nadvlade. Novi predsednik Mladinske lige je postal Mandela, ki je nasledil dr. Xuma.
Eden od večjih protestov je bil organiziran 26. junija 1950, nekaj časa po tem, ko je država Komunistično partijo označila za ilegalno. Protesti so se nadaljevali in v letih 1951 in 1952, ko je več tisoč prostovoljcev protestiralo s prekršitvijo manjših zakonov, zaradi česar so jih za nekaj dni poslali v zapor. Zaradi te kampanje se je število članov društva ANC-ja povečalo iz 20.000 na okoli 100.000. Država je odgovorila z racijami in z mnogimi aretacijami. 30 julija 1952 so v raciji aretirali Mandelo in še dvajset drugih vodji. Ko so prispeli na sodišče obtoženi komunizma so se po Johannesburgu začeli živahni politični shodi. Obsojeni so bili na dve leti zapora, a kazen je bila prestavljena za dve leti.
Avgusta leta 1952 je Mandela s svojim prijateljem Oliverjem Tambom ustanovil svojo lastno pravno pisarno z imenom Mandela in Tambo. Postala sta edino podjetje temnopoltih odvetnikov in prav zaradi tega sta imela veliko strank. Mandela je postal prepoznaven na sodiščih, saj je tam dnevno zastopal svoje stranke. Ker pa je bil Mandela temne polti, ga na sodišču pogosto niso hoteli upoštevati, beli tožniki oziroma tožnice pa niso hoteli odgovarjati na njegova vprašanja.
Mandela je v tistem času poleg mnogih drugih aktivistov dobil prvo prepoved javnega nastopanja za obdobje šestih mesecev, v katerem se ni smel pogovarjati z več kot eno osebo naenkrat.
Država si je okoli leta 1950 začela prizadevati izselitve okoli 100.000 ljudi iz temnopoltega naselja Sophiatowna, ki naj bi se zgodilo 1. aprila 1955 in ANC si je v tistih letih začela prizadevati za ukinitev tega dejanja. V letih 1952 in 1953 je Mandela po poteku prepovedi veliko nastopal na javnih prireditvah in imel veliko govorov, s katerimi se je poskušal zoperstaviti državi. A že 3. septembra 1953 je dobil nov odlok o prepovedi javnih govorov, ki je določal, da mora izstopiti iz ANC-ja Johannesburg pa tudi ni smel zapustiti dve leti. Kljub prizadevanjem ANC-ja so Sophiatown porušili in vse prebivalce do leta 1955 preselili.
Leta 1955 je ANC začel novo kampanjo, kjer so na shodih predlagali nove zakone, katere so potem prebrali na Ljudskem kongresu 25. in 26. julija, na katerega je prišlo okoli tri tisoč odposlancev iz vse države. Ob koncu tega leta je Mandeli potekel odlok o prepovedi omejenega gibanja.
Po trinajstih letih se je odločil obiskati svojo mamo in sorodnike v Transkeiu, kjer je še tudi imel nekaj sestankov s tamkajšnjimi poglavarji.
Ob koncu leta je dobil že svojo tretjo prepoved, ki ga je na Johannesburg omejevala za pet let. Država je kmalu zatem izvedla največjo racijo in aretirala Mandelo ter še okoli sto šestdeset drugih voditeljev ANC-ja in drugih organizacij zaradi veleizdaje.
Med sojenjem, ki je trajalo pet let, je Mandelo zapustila njegova prva žena in se z otroki preselila k svojemu bratu. Po ločitvi pa je Mandela spoznal Nomzamo Winifred Madikzela (Winnie) s katero se je kmalu po prvem zmenku 14. junija 1958 poročil in 4. februarja 1959 se jima je rodila prva hčerka Zenani Mandela, ki je v kasnejših letih tudi pripomogla k izpustitvi Mandele iz zapora.

### Protesti proti prepustnicam in pokol v Sharpevillu
Leta 1960 so se razmere v državi zelo zaostrile. Na začetku leta je nastala nova organizacija PAC, ki se je odcepila od ANC-ja. Obe organizaciji sta se borili proti prepustnicam, ki so jih takrat morali nositi samo nebelci in vsakogar, ki so ga zalotili brez nje, so lahko poslali v zapor. Proteste je začela PAC, na katerih je sodelovalo okoli trideset tisoč ljudi in mnogo med njimi je svoje prepustnice tudi javno zažgalo.
V enem od protestov je nekaj tisoč protestnikov obkrožilo policijsko postajo, kjer je bilo okoli sedemdeset policistov, ki so iz strahu v protestnike izstrelili osemsto nabojev. Ranjenih je bilo okoli štiristo ljudi, vključno z ženskami in otroci, devetinšestdeset temnopoltih pa je umrlo. Vsi so bili ustreljeni v hrbet.
Svet je bil nad pokolom ogorčen in sledili so množični protesti po svetu in ne le v Južni Afriki. Samo v Cape Townu se je zbralo okoli petdeset tisoč ljudi. Navkljub nasprotovanju svetovne javnosti pa je država izvedla ponovno racijo, v kateri so aretirali Mandelo, vse vodje ANC-ja in drugih protivladnih organizacij. Vsi so bili zaprti pet mesecev.
Vlada je povsod po državi mobilizirala vojaške enote in 8.aprila razglasila PAC in ANC za nezakoniti organizaciji. Po šestih letih od prvotnega sojenja za izdajo je 29. marca 1961 sodišče odločilo, da so obtoženci spoznani za nekrive zaradi pomanjkanja dokazov, zaradi česar so jih izpustili.
Mandela se je odločil iti v ilegalo in na skrivaj potovati po državi ter organizirati shode, kjer je pozival člane, da bojkotirajo delo in  da ne hodijo v službo.
Po nekaj mesecih je bil izdan nov nalog za Mandelovo aretacijo, a pri tem so bili dolgo neuspešni, ker je bil v ilegali. 29. maja 1961 je več sto tisoč delavcev stavkalo tako, da so ostali doma. Kljub miroljubnim shodom pa je Mandela vedno bolj strmel k temu, da bi se državi zoperstavil z oboroženim bojem.

### Kopje naroda in boj proti državi
V letu 1961 je Mandela prišel na idejo o Kopju naroda (Umkhonto we Sizwe) ali krajše MK, ki je bila veja ANC-ja in se je proti državi začela bojevati z nasiljem. Ustanovil jo je z Walterjem Sisulom in Joejiem Slovom. Predsednik organizacije je postal Mandela. MK je sprejel nove člane in Mandela je pregledal ogromno gradiva različnih upornikov in gverilskih napadov, ki so se zgodili v preteklosti.
V MK-ju so razmišljali o štirih možnostih nasilnih dejanj: sabotaži, gverilskem vojskovanju, terorizmu in odprti revoluciji. Najprej so se odločili za sabotažo, saj terja najmanj dela. 16. decembra 1961 je MK oznanil svoj obstoj z 57 bombnimi eksplozijami, s katerimi so sabotirali telefonske linije in vojaške ter državne objekte. Sledili so še bombni napadi na Silvestrovo. Napadi so bili izvedeni ponoči, da ne bi prišlo do nepotrebnih žrtev in da bi se izognili policiji.
Leta 1962 se je ANC odločil poslati Nelsona Mandelo na Vseafriško osvobodilno gibanje za vzhodno, osrednjo in južno Afriko (PAFMECSA), da bi se udeležil njene konference februarja 1962 v Adis Abebi. To potovanje v tujino pa je Mandela izkoristil še za obisk nekaterih afriških predsednikov, katere je zaprosil za denarno pomoč za nakup orožja in za usposabljanje za gverilski boj. Pomoč je dobil pri liberijskem in tunizijskem predsedniku, kjer je dobil skupaj 5000 funtov, predsednik Etiopije pa je njegovim vojakom omogočil vojaško usposabljanje. Pred povratkom v Južno Afriko je Mandela obiskal tudi London in se udeležil šesttedenskega vojaškega usposabljanja.

## Aretacija in sojenje v Rivoniji
Vse svoje življenje sem se boril za pravice afriškega ljudstva. Boril sem se proti belski nadvladi in boril sem se proti črnski nadvladi. Častil sem ideal demokratične in svobodne družbe, v kateri vsi ljudje živijo skupaj v harmoniji in z enakimi možnostmi. To je ideal, za katerega upam, da bom zanj živel in ga dosegel. Toda, če je treba, je to tudi ideal, za katerega sem pripravljen umreti.

—Mandelov "Pripravljen sem umreti" govor na sojenju v Rivoniji, 1964
Nekaj dni po vrnitvi so Nelsona skupaj z aktivistom Cecilom Williamsom aretirali v bližini mesta Howick v policijski zasedi. Mandela je bil obtožen na 5 let zapora zaradi nagovarjanja afriških delavcev k stavki in zapustitev države brez veljavnih potnih dokumentov.
V zaporu se je Mandela odločil za študij Prava kaznivih dejanj, ki jo je upravljal preko Mednarodne londonske univerze. Mandelo so z nekaj drugimi pripadniki ANC-ja za 9 mesecev prvič zaprli na Otok Robben. Po 9 mesecih pa so ga premestila nazaj v zapor v Pretorijo, saj je policija namreč odkrila glavni štab MK-ja v Rivoniji, kjer je bilo takrat zbranih 12 voditeljev, ki so bili aretirani. Skupaj z voditelji je policija zajela več tisoč dokumentov, ki so bili takrat shranjeni v štabu.
Sojenje se je začelo na Pretorijskem vrhovnem sodišču. Po nekaj mesecih sojenja je šest obtožencev vključno z Mandelo priznalo, da so sodelovali pri sabotažah, Mandela pa je priznal, da je zapustil tujino, da bi se posvetil usposabljanju. Takrat je tudi sledil njegov štiriurni govor v katerem je svetu povedal, da je za svoje gibanje pripravljen tudi umreti.  Sodišče je vseh šest obtožencev obsodilo na dosmrtni zapor. Po odhodu obtoženih so navzoči v sodišču peli današnjo južnoafriško himno (Nkosi Sikelel iAfrika).

### Otok Robben
Mandela je naslednjih 18 let (od leta 1964 do leta 1982) preživel v strogo nadzorovanem zaporu na otoku Robben, ki se nahaja v bližini Cape Towna. Večino časa na otoku je z drugimi zaporniki razbijal kamne, kasneje pa je delal v rudniku apna. Razmere na otoku so bile slabe, Mandelo so namreč na začetku pretepali in nadlegovali nekateri beli pazniki, dalj časa pa je bil tudi zaprt v samici. Celica, v kateri je živel, je merila v dolžino 2.4 in v širino 2.1 metra, na tleh pa je imel slamnato ležišče.
Ko je Mandela prišel v zapor, so mu dodelili najnižji status zapornika D, kar je pomenilo, da je lahko na leto poslal dve pismi in bil deležen enega obiska.
Po mnogih protestih zapornikov, katere je vodil Mandela, so se razmere na otoku izboljšale, med drugim so dobili dolge hlače, katere so doslej lahko nosili le belci. Leta 1968 je umrla Mandelova mama, v prometni nesreči pa tudi prvorojenec. Obeh pogrebov se Mandela ni mogel udeležiti.
Leta 1975 je Mandela pridobil status A zapornika in lahko začel pošiljati več pisem, med drugim tudi različnim aktivistom.
Leta 1980 se je po svetu razširil slogan »Osvobodite Mandelo« (ang. Free Mandela), ki ga je pomagala voditi njegova hči Zezani, vendar kljub velikim pritiskom sveta Mandelo vlada ni izpustila, kar sta podpirala tudi takratna angleška premierka Margaret Thatcher in takratni ameriški predsednik Ronald Reagan.

### Zapor Pollsmoor in izpust
Aprila 1982 so Mandelo premestili v zapor Pollsmoor. V 80. letih se je po Južni Afriki začelo veliko spopadov med protestniki in policijo ter vojsko, mnogi so mislili, da bo prišlo do državljanske vojne.
Takratni predsednik P.W. Botha je Mandeli leta 1985 ponudil izpust pod pogojem, da se bo odrekel nasilju. Mandela te ponudbe ni sprejel. Sledili so pogovori med Mandelo in štirimi vladnimi osebnostmi, ki so poskušali Mandeli ponuditi isto stvar kot Botha in ponovno jim ni uspelo.
Leta 1988 so v čast Mandelovemu 70. rojstnemu dnevu v Londonu priredili koncert, katerega je preko televizije gledalo okoli 200 milijonov ljudi.
Tistega leta pa je Mandela tudi izvedel, da se je njegova žena Winnie postavila za vodjo skupine, ki je ubijala otroke in ženske njihovih sovražnikov. Mandela se je odločil, da bo počakal, da bo obtožena in se bo potem od nje ločil.
Decembra 1988 so ga premestili v zapor Victor Verster, kjer je preživel še zadnji dve leti. Leta 1989 je predsednika Botho nasledil F. W. de Klerk, ki je izpustil veliko število aktivistov ANC-ja in februarja 1990 odobril tudi Mandelov brezpogojni izpust iz zapora.

## Pogajanja in volitve
Po izpustu je Mandela najprej obiskal več afriških in evropskih držav, potem pa so se začela prva pogajanja s takratnim predsednikom de Klerkom.
Istočasno pa se je nasilje po državi nadaljevalo. Nastalo je veliko različnih protivladnih skupin, ki so se začele bojevati med sabo. Leta 1991 so Mandela, de Klerk in Buthelezi (vodja ene od teh skupin) podpisali mirovni sporazum ampak nasilje se je vseeno nadaljevalo. V nadaljnjih pogovorih sta Mandela in de Klerk razpravljala o sestavi države, sodišču in drugih političnih zadevah, kajti čez leto dni so bile namreč volitve.
Julija 1993, nekaj mesecev pred volitvami, sta oba prejela Nobelovo nagrado za mir.
27. aprila 1994 so potekale volitve, na katerih je, po pričakovanju z 63 % glasov dobila stranka  ANC in s tem je bilo Mandeli zagotovljeno, da postane predsednik države.

### Predsedovanje
Ker je ANC zasedel večino sedežev v parlamentu, so za svojega predsednika izbrali Mandelo, ki je predsedniški stol zasedel 10. maja 1994. V tem letu se je sestal z mnogimi znanimi pevci in igralci ter se prvič spoznal z angleško kraljico Elizabeto II.
Decembra 1994 je izšla njegova avtobiografija z naslovom »Dolga pot do svobode« (ang. Long Walk to Freedom).
Leta 1995 je ustanovil Sklad Nelsona Mandele, ki je organizacija, ki pomaga sirotam do 22. leta starosti, ki so okuženi z AIDS-om.
Avgusta 1995 se je ločil od svoje druge žene Winnie, spoznal je mozambiško aktivistko  Graço Machel, s katero sej je za 80. rojstni dan tudi poročil.
V naslednjih mesecih je Mandela poskušal umiriti napetost med belci in nebelci v državi. Uspelo mu je na športnem prizorišču, z zmago Južne Afrike na Svetovnem prvenstvu v ragbiju leta 1995, ki ga je Južna Afrika tudi gostila. S tem je pridobil priljubljenost od ljudi po vsem svetu.
V času od 1996 do 1999 se je pod njegovim predsedovanjem za 33 % povečala poraba za socialno varstvo. Vlada je predstavila veliko različnih subvencij in pokojnine, ki so bile prej rasno razlikovane. Leta 1996 je vlada uvedla brezplačno zdravstvo za nosečnice in za otroke mlajše od šest let, poleg tega pa so v državi zgradili ali nadgradili okoli 500 kliničnih centrov. Do leta 1999 je bilo okoli 3 milijona ljudi priključenih na telefonske linije, 1.5 milijona otrok se je začelo izobraževati in več milijonov domov je bilo priključenih na električno energijo in zagotovljen jim je bil dostop do pitne vode.
Kljub zavzemanju za državo, pa je takratni vladi spodletelo obvladanje kriminala v državi, ki je strmo naraščalo, ni jim uspelo tudi razrešiti problem HIV-a, katerega je imelo leta 1999 okoli 10 % Južnoafričanov.
Mandela se je zelo zavzemal tudi za zunanjo politiko. V svojih letih predsedovanja se je sestal z mnogimi predsedniki med njimi tudi s takratnim predsednikom Indonezije, Suhartom, katerega je prepričal naj preneha z okupacijo Vzhodnega Timorja. Poleg tega pa je še spodbujal k zaustavitvi konfliktov v Izraelu in Pakistanu ter Indiji. Na afriški celini je poskušal preprečiti prvo kongovsko vojno in poskušal odstraniti nigerijskega diktatorja Sanija Abacha.

29. marca 1999 po petletnem mandatu je Mandela zapustil predsedniško mesto. Na izbiro je imel še en mandat, ampak se je odločil, da se bo raje upokojil. Nasledil ga je Thabo Mbeki, ki je bil predsednik države do leta 2008.

## Upokojitev in zadnja leta življenja
V nadaljnjih letih svojega življenja je Mandela veliko svojega časa posvetil boju proti AIDS-u in v Mbekinovi vladi zagotovil, da so vsi HIV pozitivni prebivalci Južne Afrike dobili različna zdravila. Poleg tega je močno nasprotoval ameriškemu napadu Iraka in nasprotoval vmešavanju NATA v vojno na Kosovu leta 1999.
Leta 2003 je bila ustanovljena Mandela Rhodes Fundacija, ki za dve leti financira šolanje Afričanom pod 30. letom starosti.
Mandela je tudi veliko pripomogel k Svetovnem prvenstvu v nogometu leta 2010, ki ga je gostila Južna Afrika.
Februarja 2011 je bil Mandela hospitaliziran zaradi okužbe dihalnih poti. Kmalu pa se je pojavila še okužba pljuč. Okužba se je v naslednjih dveh letih sunkovito poslabšala. Po ponovni okužbi dihalnih poti je Mandela pri 95 letih 5. decembra 2013 umrl v svojem domu v Hougtonu, obkrožen s svojo družino. Po njegovi smrti je takratni predsednik Južne Afrike Jacob Zuma razglasil 10 dni žalovanja. Njegov pogreb se je zgodil 15. decembra 2013 v Qunuju.